# 庙岗镇
庙岗镇是中华人民共和国安徽省巢湖市下辖的一个乡镇级行政单位。位于巢湖西部，西与肥东接壤，位置适中、交通便捷，S331省道、县级庙柳路、合芜高速公路贯穿全境。2021年12月15日批准撤销庙岗乡，设立庙岗镇，2022年1月12日正式掛牌。
全镇总面积107平方公里，下辖9个村（居）委会，216个自然村，总人口3.8万人。

## 地理

### 气候
庙岗镇属于典型的亚热带季风气候，四季分明，年平均气温在15.7—16.1℃；全年无霜期在232—247天，年降水量在1000—1158毫米之间。

## 行政区划
庙岗镇下辖以下地区：
莲花社区、清涧村、路店村、军高村、沿山村、方集村、童坛村、童集村和尖山村。